# Foreste subpolari di Nothofagus
Le foreste subpolari di Nothofagus sono una ecoregione di foreste temperate che si sviluppa in Argentina e Cile (codice ecoregione: NT0402).

## Territorio
Le foreste subpolari di Nothofagus si estendono lungo la parte meridionale della cordigliera delle Ande e dell'arcipelago di Chiloé, dal 47º parallelo S sino a Capo Horn, includendo le provincie cilene di Aisén e Magallanes; l'ecoregione si estende in Argentina comprendendo piccole aree della provincia di Santa Cruz e la parte meridionale della Terra del Fuoco, da Lago Buenos Aires all'Isla de los Estados.
A nord l'ecoregione si continua con le foreste temperate valdiviane mentre ad est è contigua alle steppe della Patagonia e alle praterie della Patagonia. Verso ovest la regione è lambita dalle fredde acque dell'oceano Pacifico meridionale.

## Flora
L'ecoregione ospita due tipi di foreste di Nothofagus: sul versante occidentale prevale la foresta sempreverde dominata da Nothofagus betuloides mentre a est si sviluppa la foresta decidua a prevalenza di Nothofagus pumilio e Nothofagus antarctica.
Sono presenti importanti endemismi, tra cui alcuni generi monospecifici endemici come Drapetes (Thymelaeaceae), Pilgerodendron (Cupressaceae), Saxifragella e Saxifragodes (Saxifragaceae). 
Altri generi tipici dell'emisfero australe, come per esempio Abrotanella (Asteraceae) e Ourisia (Plantaginaceae), esprimono in questa ecoregione una notevole biodiversità essendo presenti con numerose specie. 
Tra gli endemismi presenti si possono inoltre citare leguminose come Deschampsia kingii, Festuca cirrosa, Poa darwiniana e P. yaganica, e specie erbacee o suffruticose come Abrotanella submarginata, A. trilobata, A. emarginata, Acaena lucida, Gavilea australis, Hamadryas magellanica, Lebetanthus myrsinites, Nardophyllum bryoides,  Nassauvia latissima, Olsynium obscuruma, Onuris alismatifolia, Ourisia fuegiana, Ourisia ruellioides, Perezia lactucoides, Phyllachne uliginosa, Ranunculus sericocephalus, Senecio eightsii, S. humifusus, S. websteri, Valeriana sedifolia, Viola commersonii.

## Fauna
Tra i mammiferi presenti nell'ecoregione vi sono il puma (Puma concolor), la volpe grigia sudamericana (Pseudalopex griseus), la volpe delle Ande (Pseudalopex culpaeus), il guanaco (Lama guanicoe), lo huemul del sud (Hippocamelus bisulcus), il pudu meridionale (Pudu puda)  e la lontra di fiume meridionale (Lontra provocax). 
L'areale di tutte queste specie si estende a nord nelle altre ecoregioni andine o a est nelle steppe della Patagonia. Le uniche specie endemiche o quasi endemiche sono i roditori della famiglia dei cricetidi Abrothrix hershkovitzi, Abrothrix lanosus e Abrothrix olivaceus.
Anche tra gli uccelli la maggior parte delle specie sono condivise con altre regioni andine, come le foreste temperate valdiviane, o con le steppe patagoniche. Tra essi vi sono il picchio di Magellano (Campephilus magellanicus), il rayadito (Aphrastura spinicauda), il parrocchetto australe (Enicognathus ferrugineus), lo uet-uet golanera (Pteroptochos tarnii) e il colibrì capo di fuoco dorsoverde (Sephanoides sephaniodes). 
Tra i pochi endemismi dell'ecoregione vi sono l'oca del kelp (Chloephaga hybrida), l'oca testarossiccia (Chloephaga rubidiceps), il batticoda antartico (Cinclodes antarcticus), il fringuello alicanarino (Melanodera melanodera) e il caracara striato (Phalcoboenus australis).
Tra gli anfibi caratteristici della regione vi sono il rospo della Patagonia (Nannophryne variegata) ed endemismi come Atelognathus grandisonae, Batrachyla nibaldoi, Eupsophus calcaratus, Eupsophus emiliopugini.
Alcuni rettili endemici, tra cui Vilcunia periglacialis e Liolaemus magellanicus, si possono trovare sui confini orientali dell'ecoregione.

## Conservazione
Nell'ecoregione ricadono le seguenti aree naturali protette:
Argentina
- Parco nazionale Los Glaciares
- Parco nazionale Terra del Fuoco

Cile
- Parco nazionale Bernardo O'Higgins
- Parco nazionale Torres del Paine
- Parco nazionale Alberto de Agostini
- Parco nazionale Capo Horn